# Shin Date
Pour les articles homonymes, voir Date (homonymie).
Shin Date (伊達信, Date Shin), né à Nagano (Japon) le 15 décembre 1906 et mort à Osaka (Japon) le 6 mai 1960, est un acteur japonais.

## Biographie
Il a tourné dans 23 films entre 1935 et 1960.

## Filmographie sélective
- 1935 : Hyakuman-nin no gasshō (百万人の合唱?) d'Atsuo Tomioka : Minami
- 1936 : Tochuken Kumoemon (桃中軒雲右衛門, Tōchūken Kumoemon?) de Mikio Naruse : Akiba
- 1938 : La Légende du géant (巨人伝, Kyojin-den?) de Mansaku Itami : le juge
- 1938 : Le Rossignol (鶯, Uguisu?) de Shirō Toyoda
- 1940 : Le Village de Tajinko (多甚古村, Tajinko-mura?) de Tadashi Imai : ex-policier
- 1950 : Ville de violence (ペン偽らず 暴力の街, Pen itsuwarazu, bōryoku no machi?) de Satsuo Yamamoto
- 1952 : Les Enfants d'Hiroshima (原爆の子, Gembaku no ko?) de Kaneto Shindō
- 1953 : Epitome (縮図, Shukuzu?) de Kaneto Shindō
- 1953 : Avant l'aube (夜明け前, Yoake mae?) de Kōzaburō Yoshimura : le père de Hanzo
- 1954 : Geisha Hidekoma (芸者秀駒?) de Takeshi Satō : Saotome
- 1955 : L'École Shiinomi (しいのみ学園, Shiinomi gakuen?) de Hiroshi Shimizu
- 1955 : Les Loups (狼, Okami?) de Kaneto Shindō : inspecteur de police
- 1957 : Shiawase wa oira no negai (倖せは俺等のねがい?) de Jūkichi Uno : Tajima
- 1957 : Kunin no shikeishū (九人の死刑囚?) de Takumi Furukawa : directeur de la prison
- 1959 : Dynamite ni hi o tsukero (爆薬に火をつけろ?) de Koreyoshi Kurahara : Sōichirō Shiga
- 1959 : Feux dans la plaine (野火, Nobi?) de Kon Ichikawa
- 1960 : Jiken kisha: Nerawareta jūdai (事件記者 狙われた十代?) de Tokujirō Yamazaki : Sōroku, le père de Tadao